# Наринкольський сільський округ
Наринко́льський сільський округ (каз. Нарынқол ауылдық округі, рос. Нарынкольский сельский округ) — адміністративна одиниця у складі Райимбецького району Алматинської області Казахстану. Адміністративний центр — село Наринкол.
Населення — 6298 осіб (2021; 8008 у 2009, 9158 у 1999, 9368 у 1989).
Станом на 1989 рік існувала Наринкольська сільська рада (село Наринколь), село Костобе перебувало у складі Тегістіцької сільської ради.

## Склад
До складу округу входять такі населені пункти:
| Населений пункт | Населення, осіб (1989) | Населення, осіб (1999) | Населення, осіб (2009) | Населення, осіб (2021) |
| --------------- | ---------------------- | ---------------------- | ---------------------- | ---------------------- |
| Костобе, село   | 190                    | 342                    | 277                    | 156                    |
| Наринкол, село  | 9178                   | 8816                   | 7731                   | 6120                   |
| --Кизилуш       | -                      | -                      | -                      | 7                      |
| --Молкокпек     | -                      | -                      | -                      | 7                      |
| --Турбаза       | -                      | -                      | -                      | 8                      |